# 5 ق هـ
5 ق هـ هي السنة الخامسة السابقة للهجرة النبوية، وهي توافق ما بين سنتي 616 و617 حسب التقويم الميلادي، أي أنها بدأت في سنة 616م وانتهت في سنة 617م.

## مواليد
حارثة بن بدر الغداني